# Apokryf Ezechiela
Apokryf Ezechiela – nazwa nadana niezachowanemu do czasów współczesnych starotestamentowemu utworowi apokryficznemu przypisywanemu prorokowi Ezechielowi. Jego nieliczne fragmenty znane są z cytatów Ojców Kościoła.
Najstarsza wzmianka o istnieniu drugiej księgi Ezechiela pochodzi od Józefa Flawiusza, który zawarł ją w Dawnych dziejach Izraela (X, V 1). Na tej podstawie wysuwa się hipotezę o datacji utworu na okres między 50 p.n.e. a 50 n.e. Fragmenty apokryfu Ezechiela cytowane są w dziełach Epifaniusza, Klemensa Rzymskiego czy Klemensa Aleksandryjskiego, jak również w Talmudzie babilońskim.